# FC Baulmes
Der FC Baulmes ist ein Schweizer Fussballclub aus Baulmes im Kanton Waadt. Er spielt in der 3. Liga, der siebthöchsten Liga des Landes. Von 2004 bis 2007 spielte der Verein in der Challenge League, der zweithöchsten Liga der Schweiz.
Die Gründung erfolgte im Juli 1940. Bis 1984 spielte der FC Baulmes ausschließlich in der 4. Liga und stieg dann in die 3. Liga auf. 1996 erfolgte der Aufstieg in die 2. Liga, 2001 der Aufstieg in die 1. Liga, der höchsten Amateurklasse.
Den bisher grössten Erfolg konnte der FC Baulmes Juni 2004 feiern, als er überraschend in die Challenge League aufstieg. 2007 musste allerdings (in letzter Sekunde) wieder der Gang in die 1. Liga angetreten werden. Der Club ist im Verhältnis zur Einwohnerzahl des Dorfes (knapp 1000 Einwohner) aussergewöhnlich erfolgreich – mit der Folge, dass an den Partien im nach dem Umbau umgebauten Stade Sous-Ville manchmal mehr Zuschauer anwesend sind als das Dorf Einwohner hat.